# Carl Anton Bjerknes

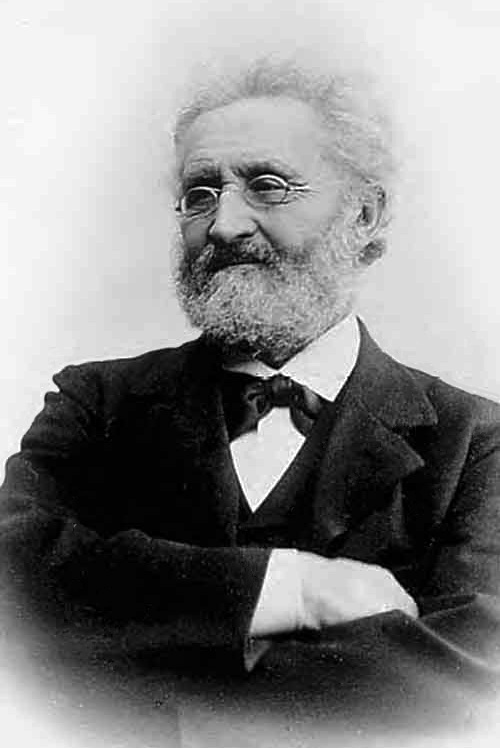
Carl Anton Bjerknes.

Carl Anton Bjerknes, född 24 oktober 1825 i Kristiania (Oslo), död där 20 mars 1903, var en norsk matematiker och fysiker. Han var far till Vilhelm Bjerknes.
Bjerknes blev 1844 student vid Kristiania universitet, där han avlade mineralogisk ämbetsexamen 1848, var sedermera någon tid anställd vid silververket i Kongsberg och företog såsom stipendiat under åren 1855-57 en studieresa, på vilken han vid universitetet i Göttingen åhörde Johann Peter Gustav Lejeune Dirichlets föreläsningar, vilka blev av betydelse för hans utveckling. År 1863 utnämndes han till lektor och 1867 till professor i använd matematik vid Kristiania universitet, där han 1869 erhöll en professur i ren matematik. Vid Uppsala universitets jubelfest 1877 kreerades han till filosofie hedersdoktor.
Bjerknes behandlade med hjälp av matematisk analys problemet om kroppars rörelser i vätskor. Han kom därvid till högst anmärkningsvärda slutsatser, vilka han efteråt lyckades att i detalj bekräfta genom försök. Teorin och försöken visar samstämmande, att två kroppar, som utför vibrerande rörelser i en vätska, drivs mot eller från varandra enligt lagar, som har en påtaglig likhet med dem, som gäller för attraktionen och repulsionen mellan magnetiska eller elektriska kroppar. Detta syntes ge en möjlighet till att förklara av de elektriska och magnetiska företeelserna och i allmänhet av naturföreteelserna (exempelvis tyngden) utan antagande av krafter som verkar på avstånd. Hypotesen om krafter som verkar på avstånd hade utgjort den ledande tanken inom den teoretiska fysiken från Isaac Newtons tid, men man hade, huvudsakligen till följd av Michael Faradays och hans efterföljares arbeten, börjat sträva efter att frigöra sig från denna. Bjerknes undersökningar fick därför den största uppmärksamhet inom fysikens värld, särskilt sedan hans experiment utförts vid den elektriska utställningen i Paris 1881 och därigenom blivit allmänt bekanta.
Bjerknes undersökningar blev i huvudsak kända endast genom förevisandet av dylika experiment. De av honom i denna fråga publicerade avhandlingar, som finns i "Videnskabsselskabets i Kristiania forhandlinger" och i "Göttinger Nachrichten", tillhör undersökningarnas första skede. Fullständiga redogörelser för den matematiska teorin liksom för experimenten är utarbetade och utgivna av hans son under titeln Vorlesungen über hydrodynamische Fernkräfte nach C.A. Bjerknes' Theorie (två band 1900-02). Han blev ledamot av Vetenskapssocieteten i Uppsala 1879 och Fysiografiska sällskapet i Lund 1880.